# Alfred von Waldersee

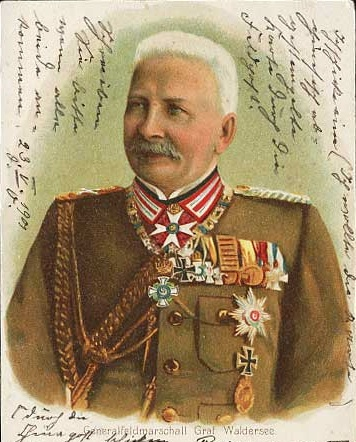
Alfred von Waldersee.

Alfred von Waldersee, född den 8 april 1832 i Potsdam, död den 5 mars 1904 i Hannover, var en tysk greve och militär. 

## Biografi
von Waldersee var son till generalen Franz Heinrich von Waldersee, brorson till generalen Friedrich von Waldersee och sonson till greve Franz von Waldersee, naturlig son till Leopold III av Anhalt-Dessau.
Waldersee, som 1850 blev officer vid gardesartilleriet, deltog som adjutant hos generalfälttygmästaren och chefen för artilleriet i 1866 års krig i Böhmen, blev efter slaget vid Königgrätz generalstabsofficer och major, var 1870 militärattaché i Paris till krigsutbrottet och avgav som sådan mycket upplysande rapporter rörande franska armén.
Under kriget var han som överstelöjtnant vid generalstaben först anställd vid stora högkvarteret och därefter vid prins Fredrik Karls armékvarter. År 1871 utnämndes han till chef för generalstaben vid storhertigens av Mecklenburg armé. I mars samma år var han stabschef hos den tyske guvernören i Paris och till september samma år tysk chargé d'affaires hos franska republikens regering. Därefter blev han överste och chef för 13:e ulanregementet och 1873 chef för X:e armékårens generalstab (Hannover).

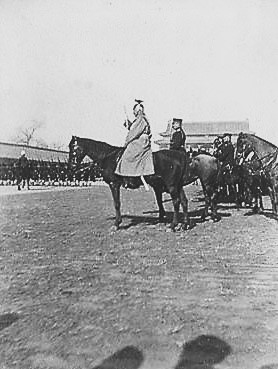
Waldersee i Kina.

År 1876 blev han generalmajor och 1882 generallöjtnant. Från 1881 generalkvartermästare och Helmuth von Moltkes ställföreträdare som chef för arméns generalstab, efterträdde han 1888 efter befordran till general av kavalleriet denne i chefskapet, men avgick redan i februari 1891 samt utnämndes till chef för IX:e armékåren (Schleswig-Holstein). År 1895 utnämndes han till generalöverste i kavalleriet med generalfältmarskalks rang. År 1898 blev han generalinspektör för III:e arméinspektionen (Hannover).
I september 1900 uppdrogs åt honom överbefälet över de allierade makternas - med anledning av boxarupproret - till Kina överförda stridskrafter, slutligen i oktober omkring 20 000 man starka. Waldersee hann deltaga i de allierades invasion av Peking, men deltog i kväsandet av upproret ute i provinserna, varefter han återvände till Europa och återtog sin förra befälspost.